# مرغ باران دسترتاس
مرغ باران دسترتاس (نام علمی: Pterodroma deserta) نام یک گونه از سرده مرغ باران خرمگسی است.